# I giovani eroi
I giovani eroi (The Young and the Brave) è un film del 1963 diretto da Francis D. Lyon.
È un film di guerra statunitense con Rory Calhoun, William Bendix e Richard Jaeckel ambientato durante la guerra di Corea. È incentrato sulle vicende di un gruppo di prigionieri di guerra che sfugge alla cattura da parte dei nemici della Corea del Nord e sul loro viaggio verso le linee americane.

## Produzione
Il film, diretto da Francis D. Lyon su una sceneggiatura di Beirne Lay Jr. con il soggetto di Ronald Davidson e Harry M. Slott, fu prodotto da A.C. Lyles per la A.C. Lyles Productions. Il titolo di lavorazione fu Attong. Il film fu girato nella contea di Ventura, California.

## Distribuzione
Il film fu distribuito con il titolo The Young and the Brave negli Stati Uniti nell'agosto 1963 al cinema dalla Metro-Goldwyn-Mayer.
Altre distribuzioni:
- negli Stati Uniti nell'agosto del 1963
- in Germania Ovest il 18 ottobre 1963 (Stahlhagel)
- in Finlandia il 27 dicembre 1963 (Nuori ja urhoollinen)
- in Austria nel maggio del 1965 (Stahlhagel)
- in Turchia (Genç ve Cesur)
- in Grecia (Peripolos aftoktonias)
- in Italia (I giovani eroi)

## Promozione
Le tagline sono:
- "A Heroic Kid...A Gallant Dog...And Three Fighting GIs!".
- "The Battleground Was His Playground!".